# Marc Veasey
Marc Allison Veasey [ˈviːsɪ], född 3 januari 1971 i Fort Worth i Texas, är en amerikansk politiker (demokrat). Han är ledamot av USA:s representanthus sedan 2013.
Veasey utexaminerades 1995 från Texas Wesleyan University.